# 卢卡·帕西奥利
卢卡·帕奇欧里（義大利語：Luca Pacioli，有时也写成Paccioli或者Paciolo，1447年—1517年，又译作卢卡·帕丘利），意大利数学家，方济各会修士。他是列奥纳多·达·芬奇的好友，其在意大利各处的教学活动和编写的教材大大影响了后来的数学教学和研究。他在著作中对复式记账法的记载和研究被认为是会计学的开端，故被称为“会计学之父”。

## 生平

### 早年
卢卡·帕奇欧里生于意大利台伯河畔的小镇桑塞波爾克羅（今属托斯卡纳地区阿雷佐省）。他确切的出生时间已经无法确定，但他曾在1508年写到自己已经教了四十四年的数学，意味着他大约从1464年起从事数学教学。而多种文献记载他初任教职时几乎还不到二十岁，故研究者将他的出生日期定在1445年。他不富裕的家境使他没有机会接受家庭教师的单独指导，而是在方济各会的教育下长大，对圣方济各四处游历传教的事迹知之甚详。随后家里人为了让他从事商业，将他送入当地商人家学徒一段时间，他得以掌握了贸易与商业交易的知识。
随着年龄增长，帕奇欧里读了不少经典作品，尤其喜欢西塞罗的散文和但丁的诗歌，到了快二十岁时，他结识了自己的同乡，著名画家皮耶罗·德拉·弗朗西斯卡。皮耶罗受画家保罗·乌切洛的影响，懂得很多数学和几何学知识，力图将几何学和解剖学引入绘画，即透视方法。皮耶罗注意到了帕奇欧里的数学才能，将自己的数学知识传授给他。此外,当皮耶罗回到乌比诺领主费德里科·达·蒙太费尔特罗的宫廷里作画时，他会带帕奇欧里同去，使他得以阅读领主远近闻名的图书馆里大量的书籍，并得以结识很多来图书馆或者来向皮耶罗学习的年轻艺术家。

### 数学教师
1464年卢卡·帕奇欧里前往威尼斯。当时的威尼斯水路贸易十分发达，又是意大利最早批准公开进行数学教学的邦国。在皮耶罗的朋友，著名建筑师和通才莱昂·巴蒂斯塔·阿尔伯蒂的帮助下，十九岁的帕奇欧里在商人安东尼奥·罗皮亚西家找到了工作。他要随安东尼奥的船队前往各个港口，处理贸易事务；空余时间要参加公众数学课程；还要为商人的三个比自己虽属稍小的儿子作家庭教师，并为他们编写了一本教材。有人认为这本书在威尼斯多次再版的，署名Piero Borgi的《高级算术》。
在威尼斯期间，帕奇欧里时而去到帕多瓦去，一是看望在那里的舅舅Benedetto，精通建筑知识和军事事务的舅舅也传授了他很多知识；二是可以接触帕多瓦大学的学习气氛。1470年他前往罗马，在阿尔伯蒂的资助下继续学习深造。莱昂鼓励他多用意大利语写作而不用拉丁语，这样可以更好地帮助民众；莱昂结合自己的建筑经验给帕奇欧里讲解了数学和几何的实际应用；他还介绍帕奇欧里与德拉·羅維雷家族和著名艺术家美洛佐·达·弗利相识。
1472年阿尔伯蒂的去世让帕西奥利消沉了一段时间，大约也就在此时，他成为了一位方济格会修士。1475年起他开始四处游学和教授数学，先到了佩鲁贾，在当地作私人教师。1477年到1480年他在佩鲁贾大学作数学教师。1477年12月起，他开始写作数学教材《给佩鲁贾学生的数学教材》到1478年4月29日完成。全书内容涉及商业数学的16个部分，例如交易，利润的统计，金属熔合的计算和代数部分。离开佩鲁贾大学之后，他到威尼斯近郊的港口扎达尔（今属克罗地亚）任教。对于他离开佩鲁贾大学的原因说法不一，一种说法是佩鲁贾繁重的教学工作损害了他的健康，于是在弗朗西斯科·索德利尼的资助下，到扎达尔的住院修士教堂修养了一段时间，期间他又编写了一本有关更为高级的数学问题的教材，但没有流传下来。
随后他回到佩鲁贾大学，之后在那不勒斯大学，罗马大学和乌比诺公爵的宫廷进行数学教学,期间。。1489年在罗马呆了两年的帕奇欧里回到故乡，由于当地教会的嫉妒，他被禁止在当地讲课，这使得他专心开始写一本总结当时的所有数学知识的书籍。1494年，他的这本《算术、几何、比例总论》出版，这是一本献给他以前的学生，现在的乌比诺公爵圭多巴尔多一世的数学课本，是第一部使用意大利方言而非拉丁语写成的数学书，后来被意大利各学校所使用。

### 和达芬奇的交往

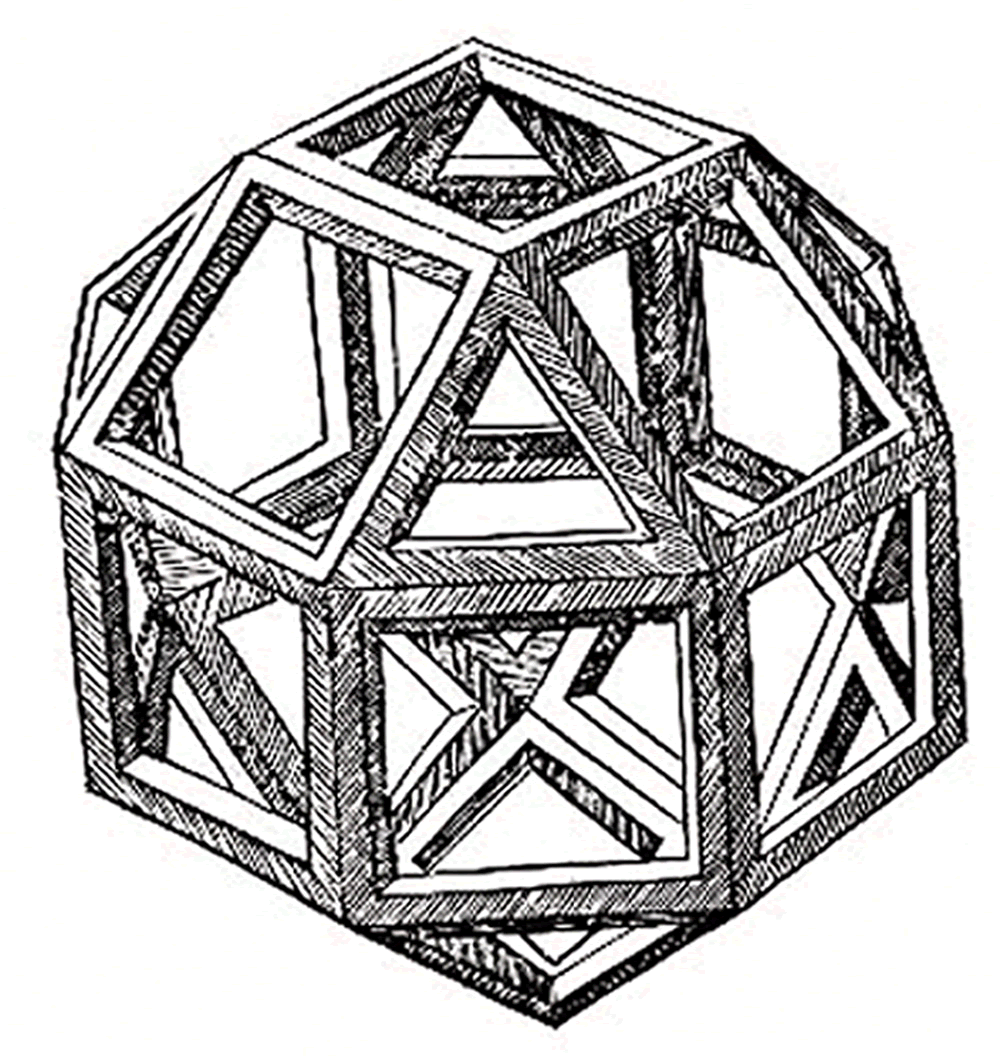
列奥纳多·达·芬奇为《神奇的比例》一书所画的小斜方截半立方体插图

1496年卢卡·帕奇欧里收到米兰公爵卢多维科·斯福尔扎的邀请，前往他的宫廷讲授数学，在这里他遇到了身为宫廷画师的列奥纳多·达·芬奇，两人成了很好的朋友并住在一起。当时的达芬奇虽然对几何和比例有着敏锐的直觉，但缺乏数学方面的知识，帕西奥利就教给他系统的数学和几何知识。达芬奇则为帕西奥利的另一部作品《神奇的比例》配上了精确漂亮的插图。
1499年法王路易十二攻占米兰，他们的资助人斯福尔扎被驱逐。12月帕奇欧里和达芬奇结伴离开米兰。他们逃到曼托瓦，在“文艺复兴第一女士”伊莎贝拉的宫廷里短暂停留。1500年三月他们到达威尼斯，之后到达佛罗伦萨，两人合住一间屋子。
1494年比萨大学因学生暴动，迁往了佛罗伦萨。帕奇欧里就在比萨大学担任几何学教授至1506年。期间他曾于1501-1502年前往博洛尼亚大学任教，遇到了在那里任教的希皮奥内·德尔·费罗，两个人或许探讨了三次方程的解法。1506年达芬奇前往米兰，帕奇欧里也离开佛罗伦萨，前往威尼斯，将自己作品未来十五年的出版权授予当地的出版商。

### 晚年
1509年帕奇欧里翻译的欧几里德《几何原本》拉丁语译本出版，比起1482年威尼斯出版的卡帕努斯翻译的《几何原本》，帕奇欧里的翻译本增加了很多自己对几何学的注解。1510-1514年他继续在佩鲁贾和罗马任教。离开罗马后，已年过七旬的他回到故乡居住，直到1517年去世，留下了一部未完成的作品《数字的力量》。

## 著作

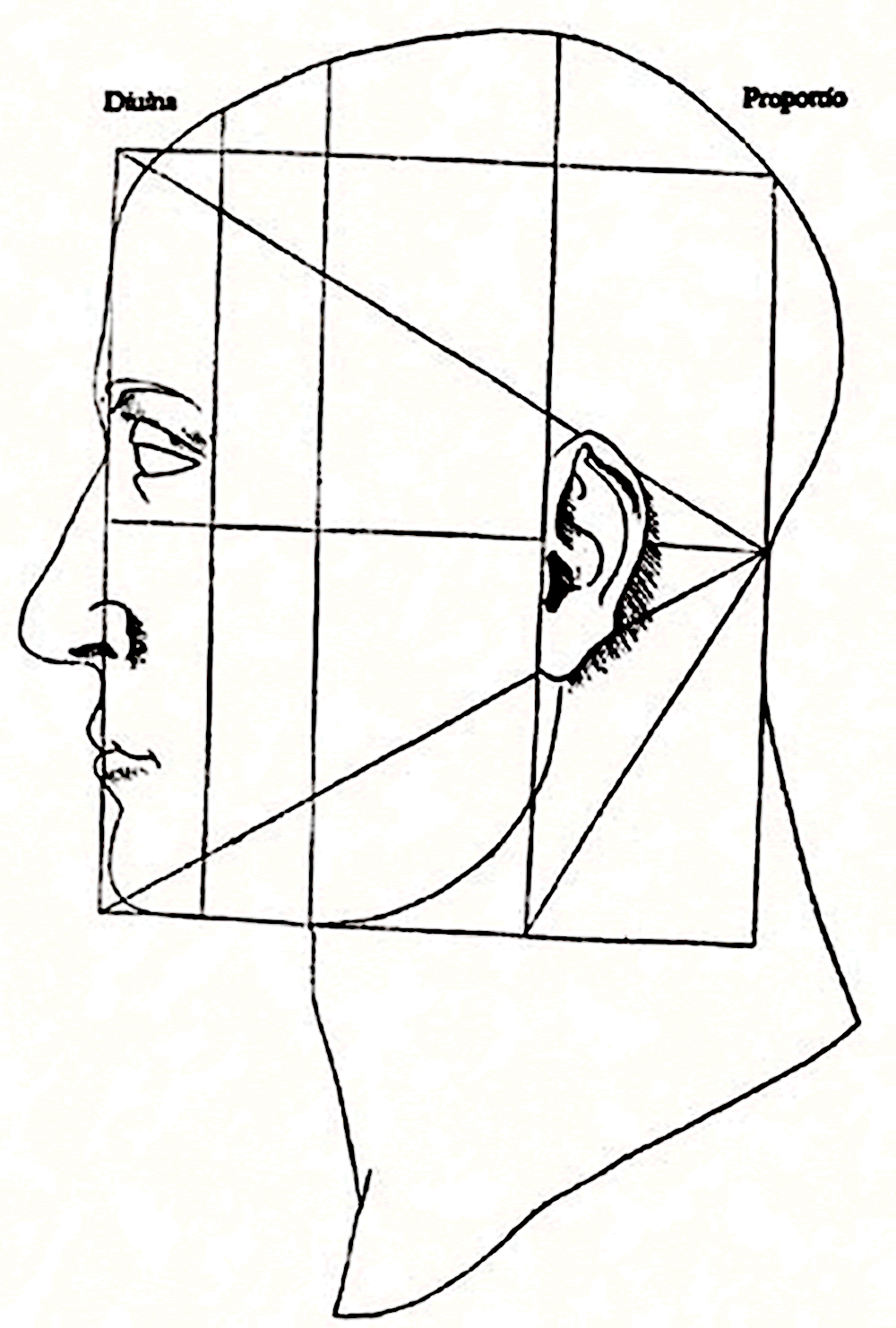
神圣的比例一书的插图，描述的是人头部的黄金分割比例关系

- 《给佩鲁贾学生的数学》，未出版，代数部分有25页残缺，现代翻译本已于1996年出版。

- 《算术、几何、比例总论》，1494年出版，书中介绍了算术的原理和应用、代数初步、意大利各地的度量衡制度、商业记账方法和几何学基础。[9]。其中记账方法部分记载了意大利文艺复兴时期威尼斯商人用的复式记账法，即每项经济业务都按相等金额在两个有关账户中同时进行登记，这样有效反映了业务之间的联系，提高了帐目记录的准确性。他还描述了分录账和总账的使用，并且强调收支平衡。在这本书中，他还提到了赌金分配问题，即两名赌徒约定先赢满六局者可获得全部赌金，当A赢了五局，B赢了三局时，赌局意外终止，则赌金如何分配？这是欧洲数学著作对这一问题的最早记录之一。帕奇欧里试图解决这一问题，得到了错误的答案：二比一。一百多年后的帕斯卡和费马才给出了正确答案。[10]

- 《神圣的比例》，书中的第一篇专题论文于1497年完成，主题为比例，特别是黄金分割在数学和艺术上的重要性，同时也讨论了正多面体的问题。第二篇则讨论了黄金分割在建筑上的应用，第三篇为皮耶罗·德拉·弗朗西斯卡作品的意大利译本，1509年《神奇的比例》全本在维纳斯出版。由于卢卡·帕奇欧里引用他人著作却并未注明来源，被其后的乔尔乔·瓦萨里猛烈抨击，认为这是抄袭行为。

- 《数字的力量》，一本关于数学和魔术的专著。分为三部分，数学问题，谜题与诡计，散文与诗歌。在谜题和魔术部分里，他提到了类似数独的数学谜题和众多流行的如牌类魔术，让鸡蛋跳舞等。但这本书写完了从未出版过，一直保存在博洛尼亚大学中。从中世纪至今只有少数学者读过此书。直到大卫·辛格马斯特阅读一份19世纪的手稿时，发现一项注释提到了该书，才使此书公诸于众。经过八年的转录，第一个英文翻译本于2007年出版。[11]

- 《论棋艺》，这部作品长期被认为已经散佚，但2006年在戈里齐亚一个家族图书馆里发现了一份抄本，其中有一百多个棋局，要求读者在限定步数内将死对手。2008年该书在作者的故乡Sansepolcro出版，有的研究者认为这本书中的插图也是达·芬奇所作。[12][13]